# Pseudophoxinus drusensis
Espèce
Synonymes
- Pararhodeus libani drusensis (Pellegrin, 1933)[2]
- Phoxinellus drusensis Pellegrin, 1933[3] [2]
- Phoxinellus zeregi syriacus (non Lortet, 1883)[2]
- Pseudophoxinus zeregi drusensis (Pellegrin, 1933)[2]

Statut de conservation UICN

 EN B1ab(ii,iii,v)+2ab(ii,iii,v) : En danger
Pseudophoxinus drusensis (Drusian spring minnow en anglais) est un poisson d'eau douce de la famille des Cyprinidae.

## Répartition
Pseudophoxinus drusensis se rencontre dans le plateau du Golan et dans le djebel el-Druze, entre Israël et la Syrie, dans la partie nord du Jourdain.

## Description
La taille maximale connue pour Pseudophoxinus drusensis est de 100 mm.

## Étymologie
Son nom spécifique composé de drus et du suffixe latin -ensis, « qui vit dans, qui habite », lui a été donné en référence au lieu de sa découverte, Mezrâa au cœur du djebel el-Druze.

## Publication originale
- Pellegrin, 1933 : Description d'un poisson nouveau de la Syrie méridionale appartenant au genre Phoxinellus. Bulletin du Muséum National d'Histoire Naturelle, sér. 2, vol. 5, n. 5, p. 368-369[7] (texte intégral).